# 捜真小学校
捜真小学校（そうしんしょうがっこう）は神奈川県横浜市神奈川区にある私立の小学校。大半の女子児童は捜真女学校中学部・高等学部に進学する。

## 沿革
- 1886年 - 横浜山手67番に米国北部バプテスト派宣教師シャーロッテ・ブラウン夫人(ネイサン・ブラウンの妻)によって創立、名称は英和女學校。
- 1890年 - クララ・A・カンヴァース　第2代校長に就任。
- 1891年 - 山手34番に移転。
- 1892年 - 捜眞女學校と改称。
- 1899年 - 私立学校令による義務教育下での宗教教育禁止により初等科閉鎖
- 1910年 - 現在地（神奈川区・中丸）に移転。
- 1945年 - 戦災により全校舎焼失。
- 1957年 - 捜真小学校併設（再開）。
- 1988年 - 法人名を捜真学院と改称。

## 主な出身者
- 阿木燿子 - 作詞家、女優、小説家、エッセイスト
- 角田光代 - 小説家
- 三雲孝江 -  フリーアナウンサー、元TBSアナウンサー[1]
- 蜂須賀敬明 - 小説家[2]

## 学校法人捜真学院の設置する他の学校
捜真女学校中学部・高等学部を設置している。捜真幼稚園（神奈川区栗田谷42-43）の設置者は別法人（学校法人捜真バプテスト学園）である。